# San Gregorio de Nigua
San Gregorio de Nigua es un municipio de la República Dominicana, que está situado en la Provincia de San Cristóbal.

## Distritos municipales
Está formado por el distrito municipal de:
| Nombre                | Código   |
| --------------------- | -------- |
| San Gregorio de Nigua | 05210701 |